# Xã Hamilton, Quận Franklin, Pennsylvania
Xã Hamilton (tiếng Anh: Hamilton Township) là một xã thuộc quận Franklin, tiểu bang Pennsylvania, Hoa Kỳ. Năm 2010, dân số của xã này là 10.788 người.